# یولیا کالینا
یولیا کالینا اوکراینی: Юлія Каліна وزنه‌بردار اهل اوکراین است. او در بازی‌های المپیک تابستانی ۲۰۱۲ در وزنه‌برداری ۵۸ کیلوگرم زنان حاضر شد. وی در مسابقات کشوری و بین‌المللی در مجموع برندهٔ ۱ مدال برنز شده‌است.